# عمرو بن عوف المزني
أبو عبد الله عمرو بن عوف بن زيد المزني هو صحابي قديم الإسلام، وكان ممن هاجروا من مكة المكرمة إلى المدينة المنورة مع الرسول محمد وكان الوحيد من بين المهاجرين الذين لهم منزل بالمدينة فسكن فيه. أول غزوة غزاها في الإسلام كانت غزوة الأبواء، وشهد غزوة الخندق. كان عمرو أحد البكائين في غزوة تبوك الذين أتوا محمداً يستحملونه ليشاركوه في الغزوة وما وجدوا عنده حملاناً فتولّوا وهم يبكون، ونزلت فيهم الآية القرآنية ﴿وَلَا عَلَى الَّذِينَ إِذَا مَا أَتَوْكَ لِتَحْمِلَهُمْ قُلْتَ لَا أَجِدُ مَا أَحْمِلُكُمْ عَلَيْهِ تَوَلَّوْا وَأَعْيُنُهُمْ تَفِيضُ مِنَ الدَّمْعِ حَزَنًا أَلَّا يَجِدُوا مَا يُنْفِقُونَ ۝٩٢﴾. توفي عمرو بن عوف بالمدينة المنورة في آخر خلافة معاوية بن أبي سفيان. وقبيلة عوف الذي هي في حرب يعود نسبهم لعوف بن عامر 

## نسبه
هو عَمْرو بن عَوْف بن زَيْد بن مليحة (ويقال ملحة) بن عَمْرو بن بَكْر بن أفرك بن عُثمَان بن عَمْرو بن أَدّ بن طَابخة بن إليَاس بن مُضَر، وكل من كان من ولد عَمْرو بن أَدّ بن طَابخة فهم ينسبون إلى أمهم مَزينة بنت كَلب بن وبرة.

## الأحاديث التي رواها
روى عنه حفيده كثير بن عبد الله بن عمرو المزني أحاديث كثيرة ولكن علماء الحديث ضعفّوا أغلبها، ومنها:
- عن محمد بن عيسى، عن مسلم بن عمرو، عن عبد الله بن نافع، عن كثير بن عبد الله بن عمرو بن عوف، عن أبيه، عن جده: «أَنَّ النَّبِيَّ صَلَّى اللَّهُ عَلَيْهِ وَسَلَّمَ كَبَّرَ فِي الْعِيدَيْنِ فِي الأُولَى سَبْعًا، وَفِي الآخِرَةِ خَمْسًا قَبْلَ الْقِرَاءَةِ» صحيح الترمذي (حديث صحيح)
- عن إسماعيل بن أبي أويس، عن كثير، عن أبيه، عن جده عمرو المزني قال: «كنَّا معَ النبيِّ صلَّى اللهُ عليهِ وسلمَ حين قدِم المدينةَ فصلى نحوَ بيتِ المقدسِ ستةَ عشرَ شهرًا» الكامل في الضعفاء (حديث ضعيف)
- عن كثير بن عبدالله بن عمرو بن عوف، عن أبيه، عن جده، أن رسول الله صلى الله عليه وسلم قال: «مَنْ شَهَرَ عَلَيْنَا السِّلاحَ فَلَيْسَ مِنَّا» الكامل في الضعفاء (حديث ضعيف)